# 重庆东温泉
29°27′42″N 106°51′44″E / 29.4617°N 106.8621°E
重庆市东温泉风景区包括重庆秀泉映月花园酒店、叁峰温泉、威特卡斯、航空温泉、天体温泉、热洞等一系列温泉及风景区。位于重庆市巴南区东泉镇境内五布河畔，这一地区距重庆市区约68公里，因位于重庆市区东面而得名。

## 历史
景区是由仙女峰、送子峰和飞英峰组成的自然景区。景区景点名称：大佛圣水、古佛洞、打儿洞、仙女洞、飞鹰峰、仙女峰、送子峰、飞仙谷、金镂玉衣、信号台、书山古寨、古佛清泉、瀑布水车（曲桥通幽）、古佛栈道、绝壁栈道。更有很多美丽的传说为东泉披上了神秘的文化色彩。比如：《裸浴的传说》传说远古的巴国时，有一猎户依山而居。一日，父亲进山打猎，忽闻小孩子哭喊声，循声而去，只见一大灰狼叼着小孩子向深山跑去。父亲疾步快抢，正中狼腹，恼怒的大灰狼丢下小孩扑向父亲，父亲和大灰狼一起掉进了万丈深渊。噩耗传来，悲痛欲绝的母亲哭瞎了双眼。十三岁的山崽每日背着母亲翻山赵岭，寻遍名医名药，终不痊愈。一天晚上，疲惫的山崽合衣而卧，睡梦中山神爷爷飘然而至：小山崽，你的孝顺感动了神灵，如来佛祖已将五步河水点化为“圣水”，每日背着母亲到五步河赤身浸泡吧，你母亲就能重见光明了。翌日，山崽就背着母亲到五步河浸泡温泉。一日复一日，冬去春来，从不间断，终于温泉“圣水”使山崽的母亲重见光明。从此，沐浴五步河水能消除病魔，逢凶化吉传遍方圆百里，村村户户，老老少少都纷纷到五步河裸体泡温泉。东泉裸浴就此传承至今。
景区内有孙中山大元帅府秘书长杨沧白陵园，复旦大学战时校址。附近民众有东温泉中露天裸浴的习俗。近期有视频显示，香港著名演员汤镇宗曾到景区附近寺庙进香。
景区内有大小常温泉眼48处，主泉日流量2万立方米。温泉位于热洞内，水温约40℃，最高可达58℃，含氡、氟等微量元素，硫酸盐含量高，有一定医用疗效，并可制成矿泉水。

## 交通
大巴：南坪-东泉票价12元，1.5小时车程
自驾车：从四公里上渝黔高速，或从江北上内环高速过真武山隧道，茶园下道走茶涪公路到东温泉正街即到
★江北国际机场--南坪--东温泉
★重庆菜园坝火车站、龙头寺火车北站--南坪--东温泉
在南坪长途汽车站乘坐南坪--东温泉的长途汽车，发车时间为每天7:30--18:00，全程票价12元，行程约90分钟。途经茶园、长生、惠民、二圣、五布等地到达东温泉，沿途风景怡人，让您倍感精神，心旷神怡。
★鱼洞鱼胡路口车站：乘鱼洞—东泉长途汽车，发车时间为5:50-15:50，全程票价12元，行程约100分钟。
机场及两个火车站的距离：
江北机场至巴南区东泉镇东方民俗温泉景区酒店：83公里
龙头寺火车站至巴南区东泉镇东方民俗温泉景区酒店：62公里
菜园坝火车站至巴南区东泉镇东方民俗温泉景区酒店：53公里